# Angelo Paoli
Angelo Paoli O.Carm. (1 de setembro de 1642 — 17 de janeiro de  1720) foi um religioso carmelita italiano conhecido como "o pai dos pobres". Foi beatificado em 2010 pelo papa Bento XVI.
Nasceu no dia 1 de setembro de 1642 em Argigliano, então anexada ao município de Fivizzano, Casola hoje em Lumigiana (Massa). No batismo o nomearam Francisco. Em 1660 ele recebeu a tonsura e as duas primeiras ordens menores. Depois de passar alguns meses com sua família, tomar o hábito carmelita em Fivizzano, foi enviado para fazer o noviciado em Siena e aí pronunciou os votos em 18 de dezembro de 1661. Estudou filosofia e teologia em Pisa e em Florença celebrou sua primeira missa em 7 de Janeiro de 1667.
Sua vida pode ser dividida em dois períodos: em sua província religiosa da Toscana e em Roma. O primeiro período é caracterizado por freqüentes mudanças de residência: em Argigliano e Pistoia, em 1675, ele retornou a Florença como Mestre dos noviços. Dezoito meses mais tarde, ele se torna pároco em Corniola e em 1677, dez meses depois, foi transferido para Siena e depois para Montecatini em 1680, onde dois anos mais tarde estava no comando do ensino da gramática para jovens religiosos; nesse mesmo ano foi transferido para Pisa e, alguns meses depois, para Fivizzano como organista e sacristão. Em 1687 o Geral da Ordem o chama para Roma, onde no Convento de S. Martino ai Monti, viveu os trinta e dois anos restantes de sua vida, primeiro como Mestre de Noviços e depois como ecônomo, sacristão e organista e, ao mesmo tempo como diretor do conservatório de meninas fundada por Livia Vipereschi.
Durante o primeiro período de sua vida, em todos os lugares que ele tinha ido havia deixando para trás ótimas lembranças de uma alma sedenta de silêncio, oração, mortificação, mas acima de tudo um homem dedicado à caridade espiritual e corporal para com os doentes e os pobres, tanto que em Siena deram-lhe o nome de “Pai da Caridade”. E ele sempre honrou este apelido onde quer que estivesse, especialmente em Roma, onde cuidou de dois hospitais em São João (homens e mulheres) e fundou o hospital para pobres convalescente na avenida entre o Coliseu e a Basílica de S. João. Seu lema era: “Aquele que ama a Deus deve procurá-lo entre os pobres”. Ele também sabia atrair muitas pessoas que o imitavam em sua atenção aos necessitados. E assim foi encontrado particularmente durante calamidades públicas, tais como terremotos e inundações que atingiram Roma nos anos de 1702 e 1703, num momento em que a pompa de alguns contrastava com a miséria da maioria.
Ele conseguiu dar aos ricos conselhos muito bons e eles o estimaram e o apoiaram e o empregaram como mediador em suas próprias instituições de caridade. Ele ensinou os pobres a serem gratos e a encontrar em sua humilde condição de perfeição moral. Ele foi conselheiro de príncipes e outros “grandes” da Roma da época ou para os convidados ilustres da cidade. Cardeais e sumos sacerdotes consideravam-no altamente estimado. Ele se recusou a púrpura oferecido Inocêncio XII e Clemente XI, porque – dizia – “teria prejudicado os pobres que não teria sido capaz de atender.”
Ele tinha plena confiança na Providência Divina, costumava chamar de sua “despensa”, na qual nada está faltando. Essa confiança era freqüentemente recompensada com fatos humanamente inexplicáveis, como a multiplicação de coisas simples destinadas à comida dos pobres. O Senhor o levou a conhecer alguns acontecimentos distantes (como a morte de Louis XIV e a vitória do príncipe Eugene de Savoy, em Petrovaradin) ou futuro (como sua própria morte e a de outros). Várias pessoas atribuíram-lhe graças marcados enquanto ele ainda estava vivo.
Morreu em 20 de janeiro de 1720 e foi sepultado na igreja de S. Martino ai Monti, onde atualmente se encontra na nave esquerda. Três anos depois de sua morte, o processo diocesano começou em Florença, Pescia e Roma. O apostólico se desenolveu de 1740 a 1753. A heroicidade de suas virtudes foi reconhecida por Pio VI em 1781.
Angelo Paoli foi beatificado em Roma, na basílica de São João de Latrão, em 25 de abril de 2010.

## Vida
Angelo nasceu em Argigliano, Toscana, filho de Angelo Paoli e Santa Morelli. Quando jovem, passava a maior parte de seu tempo livre ensinando a doutrina católica para as crianças pobres de sua cidade. Aos dezoito, foi admitido no noviciado dos Carmelitas em Siena.
Depois de proferir seus votos, passou seis anos estudando, foi ordenado padre e nomeado para trabalhar na comunidade de Pisa. Foi depois transferido para Cupoli, Monte Catino e Fivizzano. Com uma devoção especial pela Paixão, mandou erguer uma cruz de madeira nas colinas de Fivizzano (e depois no Coliseu de Roma).
Em 1687, foi chamado a Roma e alocado no carmelo de San Martino ai Monti, onde passou o resto de seus dias dividido entre o cuidado aos pobres nos hospitais da cidade e a função de Mestre dos Noviços.

## Veneração
Suas virtudes foram declaradas pelo papa Pio VI como heroicas em 1781. Em uma reunião em julho de 2009 com o prefeito da Congregação para as Causas dos Santos, o arcebispo Angelo Amato, um milagre (que foi depois revisto separadamente e votado pelos membros médicos, teológicos e os prelados da Congregação como válido) foi formalmente aprovado pelo papa Bento XVI. A beatificação foi realizada na Basílica de São João de Latrão, em Roma, em 25 de abril de 2010.